# 녹색 광선

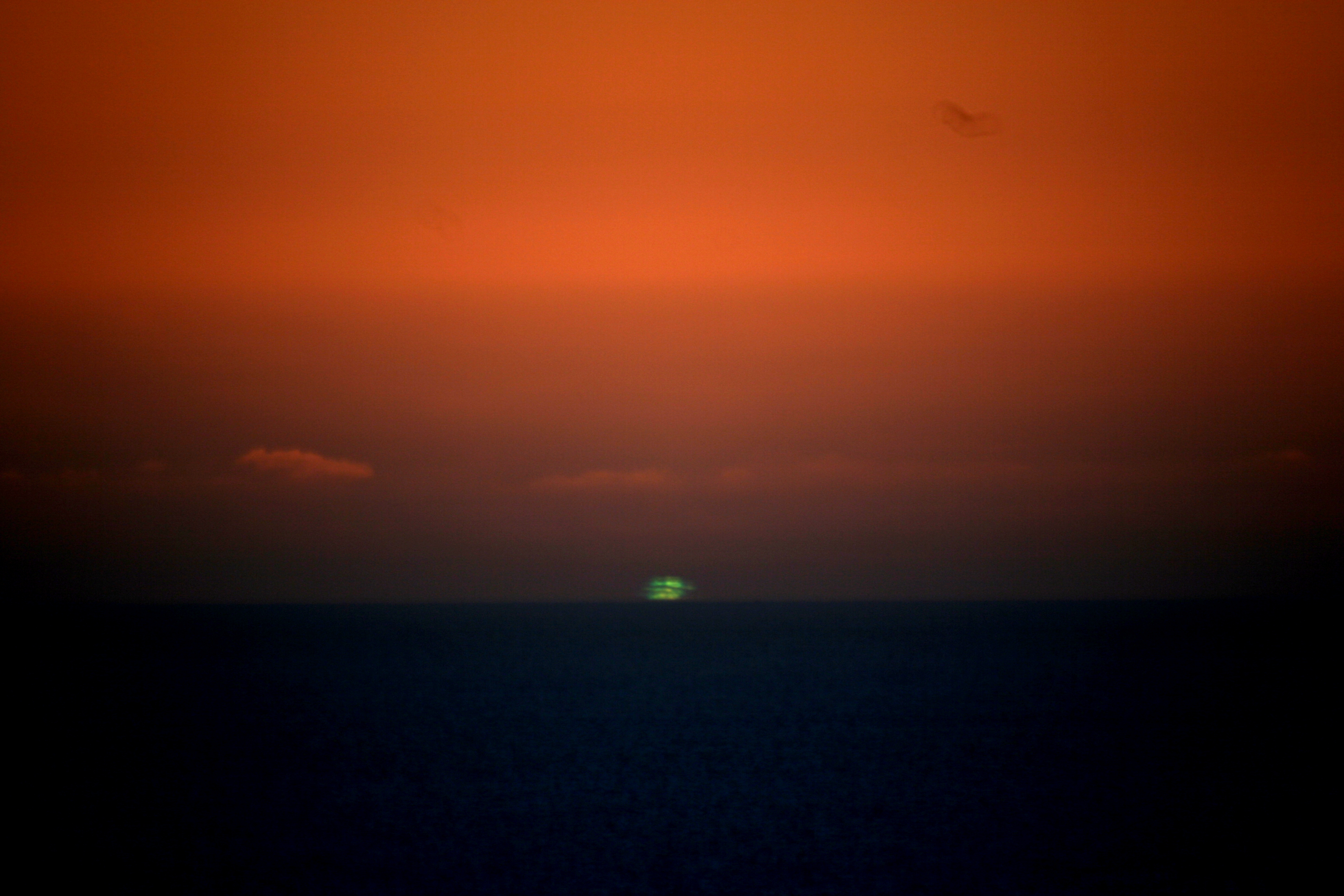

녹색 광선(영어: green flash)은 광학 현상의 하나로, 태양이 뜨거나 지기 직전에, 태양 주변에 드물게 나타나는 광선이다. 녹색 광선은 지구 대기가 태양의 빛을 여러 색으로 분산, 굴절시키기 때문에 발생한다.

## 대중 문화 속 녹색 광선
- 캐리비안의 해적: 세상의 끝에서: 플롯 포인트로서 녹색 광선을 장식한 2007년 영화
- 블루 라군: 더 어웨이크닝: 에마와 딘이 섬에서 해질녘을 보고있을 때 녹색 광선이 나타난 2012년 TV 영화